# Baggot Street
Baggot Street (en irlandais : Sráid Bhagóid) est une rue de Dublin.

## Situation et accès
Elle part du centre de Dublin pour aller vers le sud-est. La rue traverse le Grand Canal.
Elle est divisée en deux sections :
- Lower Baggot Street (en irlandais : Sráid Bhagóid Íochtarach) – entre la Liffey et le Grand Canal.
- Upper Baggot Street (irlandais : Sráid Bhagóid Uachtarach) – au sud du Grand Canal.

## Bâtiments remarquables et lieux de mémoire
Lower Baggot Street se distingue par son architecture géorgienne alors que Upper Baggot Street est principalement victorienne avec quelques bâtiments du XXe siècle. Le Royal City of Dublin Hospital est sur le trottoir est de Upper Baggot Street

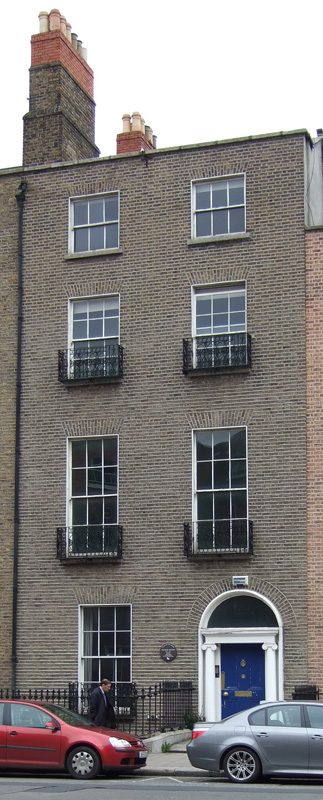
63 Baggot Street Dublin lieu de naissance de Francis Bacon

En 1909, le peintre Francis Bacon nait au n° 63.
En 1830, le révolutionnaire et écrivain irlandais Thomas Davis, organisateur et chef de file du mouvement Jeune Irlande, habite au 67 Lower Baggot Street.
En septembre 1937, le poète et homme de théâtre français Antonin Artaud loge brièvement, lors de son périple irlandais, au 28 Lower Baggot Street.